# 双石镇 (芦山县)
双石镇，是中华人民共和国四川省雅安市芦山县下辖的一个乡镇级行政单位。

## 行政区划
双石镇下辖以下地区：
双河村、围塔村、石风村和西川村。